# نهاد سازمان ملل متحد برای پژوهش خلع سلاح

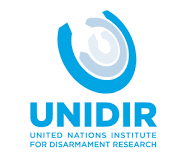
آرم نهاد سازمان ملل متحد برای پژوهش خلع سلاح

نهاد سازمان ملل متحد برای پژوهش خلع سلاح در ۱ اکتبر ۱۹۸۰ از سوی مجمع عمومی سازمان ملل متحد بنیان‌گذاری شد تا به کشورها و جامعه جهانی دربارهٔ امنیت بین‌الملل آگاهی دهد، به تلاش‌ها برای خلع سلاح کمک کند، و امنیت بیشتر و امکان توسعه اقتصادی و توسعه اجتماعی برای همه فراهم شود.
با به رسمت شناختن نیاز به پژوهش هدفمند، تجربی، و جامع دربارهٔ خلع سلاح و امنیت، مجمع عمومی سازمان ملل متحد مشخص کرده که نهاد سازمان ملل متحد برای پژوهش خلع سلاح، یک نهاد مستقل در ساختار سازمان ملل متحد باشد؛ بنابراین کارهای آن با استقلال علمی انجام می‌شود.

## پیش‌زمینه
نهاد سازمان ملل متحد برای پژوهش خلع سلاح با پروژه‌های پژوهشی، نشریات، نشست‌های کوچک، و شبکه‌های تخصصی، تلاش می‌کند اندیشه و گفتگوی خلاق دربارهٔ چالش‌های خلع سلاح و امنیت امروز و فردا را بهبود دهد.
نهاد سازمان ملل متحد برای پژوهش خلع سلاح، مسائل امنیتی امروز و آینده، بررسی موضوع‌های گوناگون مانند جنگ‌افزارهای هسته‌ای تاکتیکی، امنیت پناهندگان، جنگ مجازی، معیارهای اعتمادساز منطقه‌ای، و جنگ‌افزارهای کوچک را بررسی می‌کند.
در همکاری با پژوهشگران، دیپلمات‌ها، مقام‌های دولتی، سازمان‌های مردم‌نهاد، و دیگر نهادها، نهاد سازمان ملل متحد برای پژوهش خلع سلاح مانند پُلی بین جامعه علمی و کشورهای عضو سازمان ملل متحد عمل می‌کند. هزینه‌های نهاد سازمان ملل متحد برای پژوهش خلع سلاح از سوی دولت‌ها و بنیادهای خیریه پرداخت می‌شوند.
ستاد نهاد سازمان ملل متحد برای پژوهش خلع سلاح در ژنو سوئیس است. این ستاد، مرکز اصلی برای گفتگوهای امنیت و خلع سلاح، دفتر همایش خلع سلاح، مرکز توجه جهانیان برای نگرانی‌های بشری مانند حقوق بشر، پناهندگی، مهاجرت، بهداشت، و کارگران است.

## قیمومت
نهاد سازمان ملل متحد برای پژوهش خلع سلاح بر پایه مفاد «سند پایانی نخستین نشست ویژه مجمع عمومی سازمان ملل متحد برای خلع سلاح» و کار می‌کند و پیشنهادهای مرتبط مجمع عمومی را می‌پذیرد. برنامه کاری آن هر سال، بازبینی می‌شود و از سوی «هیئت مشاور امور خلع سلاح دبیرکل سازمان ملل متحد» تأیید شود. این هیئت، همچنین به مانند «هیئت معتمد نهاد سازمان ملل متحد برای پژوهش خلع سلاح» نیز کار می‌کند. فَرنِشین هیئت هر سال دربارهٔ کنش‌های نهاد به مجمع عمومی سازمان ملل گزارش می‌دهد.

### مفاد قیمومت
آرمان نهاد:
1. فراهم‌آوری همبستگی جهانی با داده متنوع‌تر و کامل‌تر دربارهٔ مشکلات مربوط به امنیت بین‌الملل، مسابقه تسلیحاتی و خلع سلاح در همه زمینه‌ها به ویژه خلع سلاح هسته‌ای، تا پیشرفت و دستیابی به این آرمان‌ها با گفتگو دربارهٔ امنیت بیشتر برای همه کشورها و توسعه اجتماعی و اقتصادی برای همه مردم بدست آید.
2. گسترش همکاری همه کشورها در تلاش برای خلع سلاح
3. کمک به گفتگوهای جاری خلع سلاح و ادامه تلاش‌ها برای اطمینان‌دهی بر اینکه امنیت بین‌الملل با کاهش هرچه بیشتر جنگ‌افزار و به ویژه جنگ‌افزار هسته‌ای بدست می‌آید. این کار با مطالعات و تحلیل‌های عینی و واقعی انجام می‌شود.
4. انجام پژوهش‌های عمیق‌تر، آینده‌نگر و بلندمدت دربارهٔ خلع سلاح تا دیدگاه همگانی دربارهٔ مشکلات موجود و نوآوری‌های تازه برای گفتگوهای تازه فراهم شوند.

ماده ۲، بند ۲ از قیمومت اساس‌نامه نهاد، در این پیوند دیده می‌شود.

## مدیریت
همه کارهای درونی و پژوهش‌های انجام‌شده بدست نهاد سازمان ملل متحد برای پژوهش خلع سلاح، از سوی هیئت معتمد و فَرنِشین آن بازرسی می‌شود. همچنین این هیئت «هیئت مشاور امور خلع سلاح دبیرکل سازمان ملل متحد» نیز هست. هر عضو هیئت باید دانش امنیت، و کنترل جنگ‌افزار و خلع سلاح را داشته باشد. هر عضو هیئت از سوی دبیرکل سازمان ملل متحد برای یک دوره دو ساله انتخاب می‌شود.

### لیست مدیران
| شماره | نام (Birth–Death)           | Term of office | Term of office | Term of office | کشور                | دبیرکل         | منبع   |
| شماره | نام (Birth–Death)           | Took office    | Left office    | Time in office | کشور                | دبیرکل         | منبع   |
| ----- | --------------------------- | -------------- | -------------- | -------------- | ------------------- | -------------- | ------ |
| ۱     | لیویو بوتا (born 1936)      | ۱۹۸۰           | ۱۹۸۷           | ۷ سال          | رومانی              | بوتروس بوترسقل | [ ۴ ]  |
| ۲     | جایانتا دانپالا (born 1938) | ۱۹۸۷           | ۱۹۹۲           | ۵ سال          | سری‌لانکا            | بوتروس بوترسقل | [ ۵ ]  |
| ۳     | سوره لودگارد (born 1945)    | ۱۹۹۲           | ۱۹۹۶           | ۴ سال          | نروژ                | بوتروس بوترسقل | [ ۶ ]  |
| ۴     | پاتریشیا لوئیس (born 1957)  | ۱۹۹۷           | ۲۰۰۸           | ۱۱ سال         | بریتانیا            | کوفی عنان      | [ ۷ ]  |
| ۵     | ترزا هیچنز (born 1953)      | ۲۰۰۹           | ۲۰۱۴           | ۵ سال          | ایالات متحده آمریکا | Ban Ki-moon    | [ ۸ ]  |
| ۶     | جارمو ساروا (born 1959)     | ۲۰۱۴           | ۲۰۱۸           | ۴ سال          | فنلاند              | Ban Ki-moon    | [ ۹ ]  |
| ۷     | رناتا دوان (born 1969)      | ۲۰۱۸           | ۲۰۲۱           | ۳ سال          | جمهوری ایرلند       | آنتونیو گوترش  | [ ۱۰ ] |
| ۸     | رابین گیس (born 1974)       | ۲۰۲۱           | متصدی          | ۴ سال، ۲ ماه   | آلمان               | آنتونیو گوترش  | [ ۱۱ ] |